# Synagoga Ezriela Sierakowskiego w Łodzi
Synagoga Ezriela Sierakowskiego w Łodzi – prywatny dom modlitwy znajdujący się w Łodzi przy ulicy Nowomiejskiej 26.
Synagoga została zbudowana w 1893 roku z inicjatywy Ezriela Sierakowskiego. Mogła ona pomieścić 34 osoby. Podczas II wojny światowej hitlerowcy zdewastowali synagogę.